# Будроваць-Лукацький
Будроваць-Лукацький (хорв. Budrovac Lukački) — населений пункт у Хорватії, у Вировитицько-Подравській жупанії у складі громади Лукач.

## Населення
Населення за даними перепису 2011 року становило 138 осіб.
Динаміка чисельності населення поселення: